# Teddy, la mort en peluche
Pour plus de détails, voir Fiche technique et Distribution.
Teddy, la mort en peluche ou simplement Teddy (The Pit) est un film canadien réalisé par Lew Lehman, sorti en 1981.

## Synopsis
L'histoire parle d'un jeune garçon, Jamie, qui mène une vie dure dans sa ville, tourmenté par ses camarades de classe ou durement réprimandé par des grands-mères acariâtres. Sa sexualité naissante le trouble également, ce qui le pousse vers sa baby-sitter et sa bibliothécaire. Jamie n'a qu'un seul ami proche : son ours en peluche, Teddy, avec qui il entame de longues conversations.
Un jour, Jamie découvre dans la forêt près de sa ville un grand trou dans lequel semblent coincées des créatures étranges tapies au fond dans l'obscurité. Velues, aux yeux brillants et aux dents pointues, Jamie nomme ces bestioles « tra-la-logs » ("trolls" en version française). Il ressent de l'affection pour elles : étant mal-aimé lui-même, il a de l'attachement pour les animaux mal-aimés.
Il décide de les nourrir d'abord avec de la nourriture diverse, jusqu'à ce qu'un jour son ours Teddy se mette à lui parler, lui faisant constater que les trolls étant de dangereuses créatures affamées, Jamie pourrait plutôt entraîner les gens de son entourage dans le trou pour se venger d'eux…

## Fiche technique
- Titre original : The Pit
- Titre français : Teddy, la mort en peluche
- Réalisation : Lew Lehman
- Scénario : Ian A. Stuart
- Musique : Victor Davies
- Photographie : Manfred Guthe
- Montage : Rik Morden
- Production : Bennet Fode et John F. Bassett
- Société de production : Amulet Pictures
- Genre : Horreur
- Pays d'origine :  Canada
- Langue originale : anglais
- Durée : 97 minutes
- Dates de sortie : 
  - Canada / États-Unis : 23 octobre 1981
  - France : 1982 (en VHS)

## Distribution
- Sammy Snyders (en) (VF : Marcelle Lajeunesse) : Jamie Benjamin
- Jeannie Elias (es) (VF : Jeanine Forney) : Sandy O'Reilly
- Sonja Smits : Mme Lynde
- Laura Hollingsworth : Marg Livingstone
- John Auten : le libraire
- Laura Press : Mme Benjamin
- Paul Grisham : Freddy
- Wendy Schmidt : Christina
- Andrea Swartz : Abergail
- Richard Alden : M. Benjamin
- Lillian Graham : Miss Oliphant

## Autour du film
- Un changement de script remplaça le personnage de Jamie, censé être un enfant autiste, par un enfant un peu perturbé mais sans handicap. Les monstres, censés n'exister que dans la tête de l'enfant, sont devenus bien réels[1].
- Le film a connu une novélisation en 1980 par John Gault, beaucoup plus proche du scénario original de Ian A. Stuart[2].
- En France, le film n'est jamais sorti au cinéma mais uniquement en VHS en 1982[3]. Le film est sorti pour la première fois en DVD le 17 mai 2016.